# Ebbw River
Ebbw River är ett vattendrag i Storbritannien.   Det ligger i kommunen Newport och riksdelen Wales, i den södra delen av landet, 200 km väster om huvudstaden London.